# Elliot Duvert
Elliot Duvert, född 2 april 2003, är en svensk friidrottare specialiserad i mångkamp och som tävlar för Hässelby SK.

## Karriär
Duvert tog ett överraskande brons i tiokamp vid JVM i friidrott 2022. Han har tagit flera SM-medaljer på junior/ungdoms-nivå både i mångkamp och  i höjdhopp. På SM i friidrott 2023 inomhus tog han brons i höjdhopp. På SM i friidrott 2024 inomhus tog han silver i sjukamp. Vid svenska mästerskapen i friidrott 2024 tog han guld i tiokamp. I tävlingen slog han personligt rekord i fem grenar, vilket innebar att han sammanlagt satte ett nytt personligt rekord med över 200 poäng.